# Aire urbaine d'Aix-les-Bains
L'aire urbaine d'Aix-les-Bains est une ancienne aire urbaine française centrée sur la commune et ville d'Aix-les-Bains, dans le département de la Savoie en région Rhône-Alpes. 
Depuis 2010, elle est regroupée à l'aire urbaine de Chambéry.

## Caractéristiques
D'après la définition qu'en donne l'INSEE, l'aire urbaine d'Aix-les-Bains est composée de 9 communes, toutes situées en Savoie. Ses 40 278 habitants font d'elle la 162e aire urbaine de France. Elle compte 43 631 habitants au 1er janvier 2006.
Le tableau suivant détaille la répartition de l'aire urbaine sur le département (les pourcentages s'entendent en proportion du département) :
| Département | Communes | Communes (%) | Superficie (km²) | Superficie (%) | Population (1999) | Population (%) |
| ----------- | -------- | ------------ | ---------------- | -------------- | ----------------- | -------------- |
| Savoie      | 0        | -            | -                | -              | -                 | -              |

## Communes de l'ancienne aire
Voici la liste des communes françaises de l'ancienne aire urbaine d'Aix-les-Bains.
| Code INSEE | Commune               | Type        | Département | Superficie (km²) | Population (1999) | Densité (hab./km²) |
| ---------- | --------------------- | ----------- | ----------- | ---------------- | ----------------- | ------------------ |
| 73008      | Aix-les-Bains         | Pôle urbain | Savoie      | +0012,62         | +00025 732,       | +02 038,99         |
| 73059      | Brison-Saint-Innocent | Pôle urbain | Savoie      | +0008,75         | +0 0001 864,      | +00213,03          |
| 73103      | Drumettaz-Clarafond   | Pôle urbain | Savoie      | +0011,38         | +0 0001 966,      | +00172,76          |
| 73128      | Grésy-sur-Aix         | Pôle urbain | Savoie      | +0012,73         | +0 0002 828,      | +00222,15          |
| 73155      | Méry                  | Pôle urbain | Savoie      | +0009,07         | +0 0001 183,      | +00130,43          |
| 73182      | Mouxy                 | Pôle urbain | Savoie      | +0006,28         | +0 0001 523,      | +00242,52          |
| 73208      | Pugny-Chatenod        | Pôle urbain | Savoie      | +0005,36         | +00 000704,       | +00131,34          |
| 73300      | Tresserve             | Pôle urbain | Savoie      | +0002,77         | +0 0002 987,      | +01 078,34         |
| 73328      | Viviers-du-Lac        | Pôle urbain | Savoie      | +0003,94         | +0 0001 491,      | +00378,43          |
|            | Total                 |             |             | +0072,9          | +00040 278,       | +00552,51          |